# 순서 주고받기

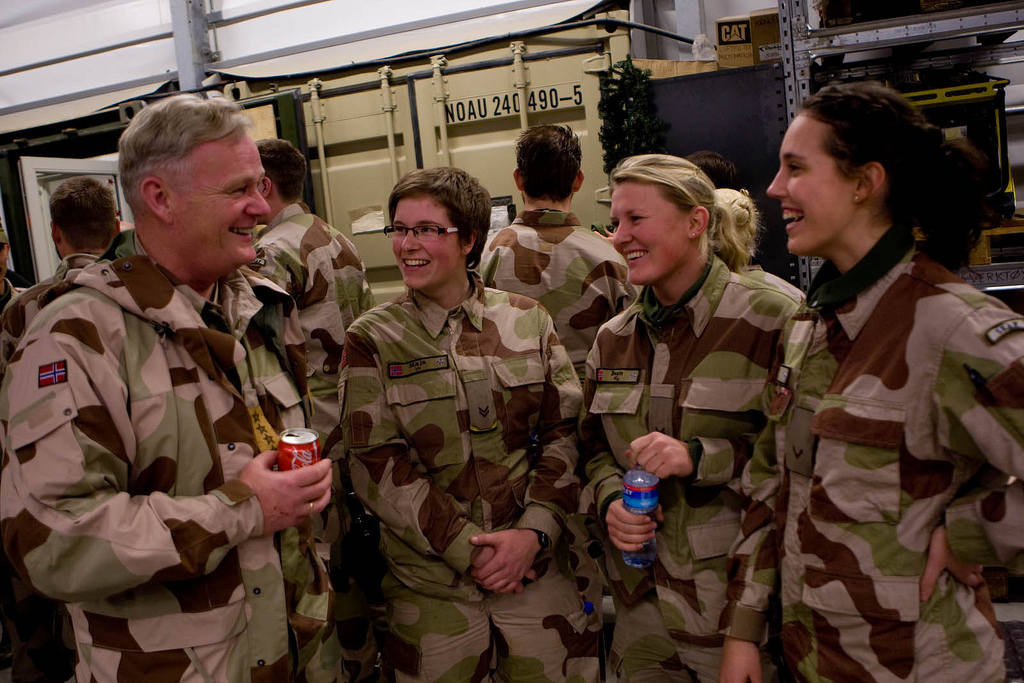
대화에서는 순서 주고받기 말하기 방식을 취한다.

순서 주고받기(turn-taking)는 대화(conversation)와 토론(discourse)의 조직 유형으로, 참가자들은 자기 순서 때마다 한 번에 한 가지만 말한다. 실제 상황에서는, 여러 언어적 단서(linguistic cue)와 비언어적 단서(non-linguistic cue)들을 사용하여, 발언 혹은 투고문(contribution)을 수립하고(constructing), 이전 논평(comment)들에 반응하며(responding), 다른 화자(speaker)들로 관심을 옮겨가는(transitioning) 절차들이 수반된다.
구조(structure) 자체는 보편적으로 보이는 것이다. 즉, 중복 발언(overlapping talk)은 지양하고 순서 사이에의 침묵을 최소화하는 것은 보편적이지만, 문화나 공동체에 따라 순서 주고받기 관행은 편차가 다양하다. 숭서의 배정 문제, 타인으로 관심을 전이하는 신호를 주는 방식, 순서 사이에 발생하는 갭의 평균 길이 등에 있어, 다양한 양상을 보인다.
많은 상황에서, 대화 순서를 지키는 것은 사회생활에 중요한 수단이며, 순서를 장악하기 위한 경쟁이 일어나기 쉬웠다. 성별(gender)에 따라 순서 주고받기가 다를 수 있다고 생각되어 왔지만, 순서 주고받기는 젠더연구에 있어 주요 연구 대상이 되어 왔다. 이전 연구들에서는 젠더에 기반한 고정관념들을 지지하여, 남성이 여성보다 더 자주 끼어든다든지 혹은 여성이 남성보다 말이 많다든지 하는 식이었지만, 최근 연구에서는 젠더 특성 대화 전략이 있다는 것에 대한 증거는 혼합되어 나타나며, 총체적으로 아우를 수 있는 패턴은 거의 보이지 않았다.